# ALT Linux
ALT Linux (укр. Альт Лінукс) — це сімейство дистрибутивів Linux, що розробляються командою розробників ALT Linux Team, переважно російською.

## Історія
У 1999-2000 роках дистрибутив, що розробляється майбутнім ядром ALT Linux Team, засновувався на дистрибутиві MandrakeLinux і являвся його російську версію (Linux-Mandrake Russian Edition).
Починаючи з 2000 року почалося заміщення пакетів Mandrake власними збірками, значна зміна системи збирання і макросів пакетного менеджера RPM. До версії 3.0 (2005 рік) всі пакети Mandrake,  програма інсталювання і система конфігурації були повністю замінені власними розробками ALT Linux Team. Зараз дистрибутиви ALT Linux є окремою гілкою розвитку Linux і не має жодного відношення до Mandrake або Mandriva.
Починаючи з вересня 2015 року підтримкою інфраструктури Sisyphus займається «Базальт СПО»  . Також, компанією "Базальт СПО" здійснено випуск комерційних дистрибутивів Альт на базі восьмий платформи.
Починаючи з листопада 2018 року випускаються нативні збірки дистрибутивів з підтримкою процесорів Ельбрус   .

## Дистрибутиви
Дистрибутиви під товарним знаком «ALT Linux» випускаються компанією «Альт Лінукс». Компанія «Базальт СПО» використовує товарні знаки «Альт» і «BaseALT».
Першим дистрибутивом, випущеним в рамках проекту ALT Linux Team, став багатоцільовий, призначений для вирішення найрізноманітніших завдань Linux-Mandrake Spring 2001. Його основа була створена компанією IPLabs Linux Team, і він використовував багато розробок і товарний знак французької компанії MandrakeSoft . У той же час, вже ця розробка досить помітно відрізнялася від дистрибутива Mandrake. Лінія універсальних дистрибутивів була продовжена в дистрибутивах ALT Linux Master  . На даний момент повністю універсальні дистрибутиви не випускаються через збільшення пакетної бази. Замість цього випускаються дистрибутиви, призначені для вирішення певного кола завдань. Так само існує деяка кількість дистрибутивів незалежних розробників, що випускаються на пакетних базах Sisyphus і стабільних гілок.  .

## Думки
iXBT написав огляд на ALT Linux 4.1 Desktop в 2009 році  :
|  | Процес інсталяції в ALT Linux 4.1 Desktop проходить не безхмарно. По-перше, бажано заздалегідь мати підготовлені розділи на жорсткому диску або, як мінімум, необхідно забезпечити вільне місце. Інсталятор не вміє змінювати розміри розділів без втрати в них даних. Друга можлива проблема - це визначення відеокарти. Тут твориться якийсь хаос. Конфлікт драйверів, невірне розширення, невірна глибина кольору. Втім, і тут немає нічого фатального. Все виправляється вручну, вже після встановлення системи. |

Блог Компьютерра написав думку про ALT Linux 5 в 2009 році  :
|  | В результаті у нас склалося далеко не краще думку про операційну систему ALT Linux 4.1 Desktop. Так, вона, як і будь-який інший дистрибутив Лінукса, напхана всіма необхідними програмними продуктами для ефективного виконання типових задач. Так, вона непогано русифікована, надійна і безпечна при роботі в Мережі, але поки її встановиш і налаштуєш належним чином, встигнеш не один раз згадати добрим словом Windows, що інсталюється без всяких клопотів будь-якими, навіть починаючими користувачами, що цінують час і воліють за зручність платити гроші . |

LinuxBSDos.com розглянув ALT Linux 5 Ark , і Simply Linux 5  .